# Pöttsching
Pöttsching (węg. Pecsenyéd, burg.-chorw. Pečva) – gmina targowa w Austrii, w kraju związkowym Burgenland, w powiecie Mattersburg. Liczy 2,89 tys. mieszkańców (1 stycznia 2014).